# Tour de Picardie 1985
Il Tour de Picardie 1985, quarantesima edizione della corsa, si svolse dal 17 al 19 maggio 1985 su un percorso di 428,1 km ripartiti in tre tappe più un prologo iniziale. Fu vinto da Jozef Lieckens, davanti a Francis Castaing e Pascal Jules.

## Tappe
| Tappa  | Data      | Percorso                          | km    | Vincitore di tappa   | Leader cl. generale |
| ------ | --------- | --------------------------------- | ----- | -------------------- | ------------------- |
| Prol.  | 17 maggio | Creil > Creil (Cron. individuale) | 3,1   | Allan Peiper         | Allan Peiper        |
| 1ª     | 18 maggio | Creil > Noyon                     | 218   | Jean-Paul van Poppel | Allan Peiper        |
| 2ª     | 19 maggio | Noyon > Compiègne                 | 106   | Jozef Lieckens       | Jozef Lieckens      |
| 3ª     | 19 maggio | Compiègne > Creil                 | 101   | Benny Van Brabant    | Jozef Lieckens      |
| Totale | Totale    | Totale                            | 428,1 |                      |                     |

## Classifiche finali

### Classifica generale
| Pos. | Corridore        | Squadra      | Tempo     |
| ---- | ---------------- | ------------ | --------- |
| 1    | Jozef Lieckens   | Lotto-Merckx | 11h11'22" |
| 2    | Francis Castaing | RMO          | a 7"      |
| 3    | Pascal Jules     | Renault      | a 10"     |
| 4    | Vincent Barteau  | RMO          | a 12"     |
| 5    | Teun van Vliet   | Verandalux   | a 15"     |